# Austin Flint (1812-1886)
Austin Flint (Petersham, 20 ottobre 1812 – Brooklyn, 13 marzo 1886) è stato un medico statunitense. È padre dell'omonimo fisiologo, autore di importanti studi sulle funzioni epatiche.

## Biografia
Studiò all'Università di Harvard, dove fu influenzato da James Jackson (1777-1868), un seguace di René Laennec (1781-1826). Si laureò nel 1832. Fece pratica a Boston, Buffalo e New York.
Fu pioniere delle ricerche sul cuore, diede numerosi contributi importanti alla conoscenza delle patologie cardiorespiratorie. Disse spesso di aver coniato egli stesso il termine respiro bronco vescicolare.
A lui è dedicato il rullìo diastolico in corrispondenza dell'apice cardiaco in corso di insufficienza valvolare aortica. Ricordiamo poi la prima legge di Flint, o legge di Flint I, che riguarda l'associazione inversa tra il fremito vocale tattile e percussione toracica nella consolidazione polmonare. Infine occorre citare la Sindrome di Frerichs-Heyd-Flint, sviluppata da una disfunzione renale in pazienti con severo insulto epatico, in assenza di un'altra causa identificabile di patologia renale. 
Acquistò grande reputazione e fu uno dei fondatori del Buffalo Medical College, dove insegnò. Nel 1861 diventa professore al Bellevue Hospital di New York, più tardi al Long Island Hospital di Brooklyn.